# Урдинский уезд
Урдинский уезд — административно-территориальная единица Букеевской губернии Киргизской АССР, существовавшая в 1922—1925 годах.
Урдинский уезд с центром в г. Урда был образован 31 мая 1922 года на территории упразднённых Калмыцкого и Торгунского уездов. Первоначально в уезде было 11 кочевых волостей:
- Батырбекская
- Бескумская
- Джаныбекская
- Джиек-Кумская
- Джуматская
- Сайхинская
- Сарыбастинская
- Тауская
- Торгунская
- Чапчачинская
- Шунгайская

6 апреля 1923 года число волостей было сокращено и их осталось 8:
- Батырбекская. Центр — урочище Шибе
- Бескумская. Центр — урочище Картакай
- Джаныбекская. Центр — г. Джаныбек
- Джиек-Кумская. Центр — урочище Корук-Кум
- Джуматская. Центр — урочище Джумат
- Калмыцкая кочевая
- Тауская. Центр — урочище Тау (в 1924 перенесён в п. Каракайпак)
- Торгунская. Центр — урочище Кошен-Кум

18 мая 1925 года Урдинский уезд был упразднён. Его территория отошла к Букеевскому уезду Уральской губернии.